# Белянское сельское поселение (Шебекинский район)
Белянское се́льское поселе́ние — упразднённое муниципальное образование в Шебекинском районе Белгородской области.
Административный центр — село Белянка.
19 апреля 2018 года упразднено при преобразовании Шебекинского района в Шебекинский городской округ.

## География
Через Белянское поселения протекает река Нежеголь но в этих местах она очень холодная из-за сильного течения.
В районе села Огнищево есть «гора» (холм), которую местные жители называют «Турецкой», так как на этой горе располагалось древнее Турецкое городище.

## История
Белянское сельское поселение образовано 20 декабря 2004 года в соответствии с Законом Белгородской области № 159.

## Население
| 2010  | 2011  | 2012  | 2013  | 2014  | 2015  | 2016  |
| ----- | ----- | ----- | ----- | ----- | ----- | ----- |
| 3140  | ↗3142 | ↘3072 | ↘3058 | ↗3061 | ↘3052 | ↘3045 |
| 2017  | 2018  |       |       |       |       |       |
| ↘3011 | ↗3019 |       |       |       |       |       |

## Состав сельского поселения
В состав сельского поселения входят 8 населённых пунктов:
| № | Населённый пункт       | Тип населённого пункта       | Население |
| - | ---------------------- | ---------------------------- | --------- |
| 1 | Белянка                | село, административный центр | ↗1666     |
| 2 | Бондаренков            | хутор                        | ↘84       |
| 3 | Зимовенька             | село                         | ↗299      |
| 4 | Козьмодемьяновка       | село                         | ↗365      |
| 5 | Нижнее Березово-Второе | село                         | ↗364      |
| 6 | Огнищево               | село                         | ↘27       |
| 7 | Старовщина             | село                         | ↗62       |
| 8 | Терновое               | село                         | ↘273      |

## Инфраструктура
На территории поселения имеются 2 школы, 2 детских сада. Имеется кафе Беляночка, в селе Зимовенька имеется старинная церковь, которая была построена в 1772 году, в селе Н. Березово есть священный родник, который местные жители называют «Креница».
В наше время имеется ООО «Победа» которым руководит Ю. Я. Курдубадзе. До распада СССР он назывался «Ленинский путь», председателем которого был А. Р. Сухоруков. Этот колхоз был в 1970 годах первым в районе, дела шли хорошо в полях и на фермах, строились молочные фермы, свинарники, конюшни была построена Белянская птицефабрика которой руководил Н. С. Дудников.
В период с 2007 по 2010 годы были проложены новые дороги, обгорожены кладбища отчищенные от зарослей, установлены телефонные будки.